# Le temps est assassin
Production
Diffusion
Le temps est assassin est une mini-série télévisée franco-belge adaptée du livre du même titre de Michel Bussi et réalisée par Claude-Michel Rome, diffusée en Belgique du 25 août 2019 au 8 septembre 2019 sur RTBF puis en Suisse du 27 août 2019 au 17 septembre 2019 sur RTS et enfin en France du 29 août 2019 au 19 septembre 2019 sur TF1 puis rediffusée du 30 août 2019 au 20 septembre 2019 sur TF1 Séries Films.
Cette fiction est une coproduction d'Authentic Prod, Federation Entertainment, TF1, AT-Production, Fontana et la RTBF (télévision belge), réalisée avec la participation de la Radio télévision suisse (RTS).

## Synopsis
En 1994, à l'âge de seize ans, Clotilde Idrissi est victime d'un accident de la route. Clotilde est la seule survivante, contrairement à son frère Nicolas et ses parents, décédés sur le coup. Vingt-cinq ans plus tard, elle retourne sur les lieux du drame avec son mari et sa fille. Mais d’étranges incidents se produisent jusqu'à ce qu'une lettre expédiée par sa mère soit reçue par Clotilde, alors qu’elle la croyait morte. Par conséquent, elle décide de découvrir ce qui s'est réellement passé pendant son accident et de découvrir la vérité et si sa mère est vivante.

## Distribution
- Mathilde Seigner : Clotilde Baron (née Idrissi)
- Caterina Murino : Palma Idrissi (née Saccardi), la mère de Clotilde et Nicolas
- Jenifer Bartoli : Salomé Romani, une amie d'enfance de Paul
- Grégory Fitoussi : Paul Idrissi, le père de Clotilde et Nicolas
- Thierry Godard : Franck Baron, le mari de Clotilde
- Fred Testot : Cervone Spinello, un ami de Nicolas et Clotilde
- Zoé Marchal : Valentine Baron, la fille de Clotilde et Franck
- Esther Valding : Clotilde en 1994
- Théo Frilet : Nicolas Idrissi, le frère aîné de Clotilde
- Yves Rénier : César Garcia, le parrain de Clotilde
- Cyril Lecomte : Stéphane Garcia, le fils de César
- Noémie Kocher : Aurélia Schreiber-Garcia, la fille de César
- Stanley Weber : Natale Angeli
- Michel Ferracci : Pierre-Ange Rossi
- Valeria Cavalli : Lisabetta Idrissi, la grand-mère de Clotilde
- Serge Riaboukine : Cassanu Idrissi, le grand-père de Clotilde
- Dani : Speranza Romani, la mère de Salomé Romani
- Vincent Deniard : Orsu Romani
- Pierre Salasca : Gratien Santucci
- Louis Duneton : Mika Schreiber en 1994
- Clément Geerts : Cervone Spinello en 1994
- Maxime Coggio : Stéphane Garcia en 1994
- Marie Drion-Lanzafame : Aurélia Garcia en 1994
- Joséphine Jobert : Maria-Chiara Baldi
- Pierre Kiwitt : Mika Schreiber
- Éric Godon : Basile Spinello
- Peter Bonke : Jacob Schreiber
- Jean-Philippe Ricci : Éric Rocca
- Marie Murcia : Maître Anne Andreani
- Ange Basterga : Félix Mariani
- François Berlinghi : Antoine Mariani
- Hugues Boucher : Capitaine Mauclair
- Kamel Belghazi : Lieutenant-colonel Malik Amzem
- Jean-Marie Orsini : Docteur Venturi père
- Alexandra Franchi : Docteur Sandra Venturi
- Tatiana Gontchorova : Anika Spinello

## Production

### Développement
D'après TF1, malgré le succès de la diffusion hebdomadaire de la série, Mathilde Seigner annonce que la série ne sera pas renouvelée pour une deuxième saison, expliquant qu'elle ne souhaite pas avoir « un rôle récurrent », le jugeant « trop contraignant » et ajoute « qu'une saison 2 c’est toujours compliqué ».

### Tournage
La série a été tournée durant décembre 2018 dans les alentours de la région de Bastia en Corse.

### Fiche technique
Sauf indication contraire, les informations mentionnées dans cette section peuvent être confirmées par la base de données cinématographiques Allociné,  présente dans la section « Liens externes ».
- Titre : Le temps est assassin
- Réalisation : Claude-Michel Rome
- Scénario : Claude-Michel Rome, Franck Ollivier, Laurent Mondy, Akima Seghir, Stéphanie Tchou-Cotta
- Décors : Marie-Claude Lang-Brenguier
- Costumes : Dinelle Mackowiak
- Photographie : Alain Ducousset
- Montage : Stéphanie Mahet
- Casting : Gérard Moulevrier, Julie Allione
- Musique : Fred Porte
- Production : Aline Besson, Isabelle Drong
- Co-production : TF1 Production, Fontana, RTBF
- SOFICA : SG Image 2017
- Société(s) de production : Authentic Prod, Federation Entertainment
- Société de distribution : TF1 Distribution
- Pays de production :  France /  Belgique
- Langue originale : Français
- Genre : Thriller
- Durée : 8 x 52 minutes
- Diffusion :  France,  Belgique,  Suisse
- Public : Tout public /  Déconseillé aux moins de 10 ans

## Audiences
En France, les deux premiers épisodes de la série ont rassemblé en moyenne 5,03 millions de téléspectateurs dont 21,1 % sur les personnes de quarante ans et plus et 31,1 % sur les femmes de moins de cinquante ans, selon Médiamétrie.
Les deux épisodes de la soirée suivante ont rassemblé en moyenne 4,90 millions de téléspectateurs dont 25,5 % sur les personnes de quatre ans et plus et 25,8 % sur les femmes de moins de cinquante ans.
Les deux épisodes finaux ont rassemblé en moyenne 4,91 millions de téléspectateurs dont 23,5 % sur les individus de quatre ans et plus et sur les femmes de moins de cinquante ans.
| Épisode | Date de diffusion | Téléspectateurs | PDA    | Références |
| ------- | ----------------- | --------------- | ------ | ---------- |
| 1       | 29 août 2019      | 5 310 000       | 26 %   | [ 10 ]     |
| 2       | 29 août 2019      | 4 760 000       | 26,3 % | [ 10 ]     |
| 3       | 5 septembre 2019  | 5 192 000       | 24,5 % | [ 11 ]     |
| 4       | 5 septembre 2019  | 4 650 000       | 26,6 % | [ 11 ]     |
| 5       | 12 septembre 2019 | 5 180 000       | 24,8 % | [ 12 ]     |
| 6       | 12 septembre 2019 | 4 690 000       | 27 %   | [ 12 ]     |
| 7       | 19 septembre 2019 | 5 042 000       | 23,5 % | [ 13 ]     |
| 8       | 19 septembre 2019 | 5 042 000       | 23,5 % | [ 13 ]     |

- Meilleur audience de la série
- Meilleure PDA de la série

## Anecdotes
La série comporte quelques anachronismes : 
- il n'y avait pas encore de Renault Clio 2 en 1994, année où les flashbacks se déroulent, car elle n'est apparue qu'en 1998
- les Spice Girls n'ont sorti leur premier single qu'en 1996
- On voit de la pietra pendant un concert, mais elle a été créée vers 1995 et commercialisée en 1996